# Distrito de Copani
El distrito de Copani es uno de los 7 distritos que conforman la provincia de Yunguyo, ubicada en el departamento de Puno en el sudeste del Perú, bajo la administración del Gobierno regional de Puno. 
Desde el punto de vista jerárquico de la Iglesia católica forma parte de la Prelatura de Juli en la arquidiócesis de Arequipa.

## Historia
El distrito fue creado mediante Ley N.º 24042 del 28 de diciembre de 1984, en el segundo gobierno del Presidente Fernando Belaúnde.

## Geografía
Con 47.37 km² a 3 854 m s. n. m., está situado en el extremo sur de la Yunguyo; limita por el norte con el Distrito de Yunguyo; al sur y al oeste con el Distrito de Zepita y al este con el lago Titicaca, en su lago más pequeño llamado Menor o Huiñamarca.

## Demografía
Según el censo peruano de 2007, había 5436 personas residiendo en Copani.

## Autoridades

### Municipales
- 2015 - 2018[3]
  - Alcalde: César Beto Canahuire Quispe, del Movimiento Andino Socialista.
  - Regidores:

  1. Isaac Mamani Condori (Movimiento Andino Socialista)
  2. Cristóbal Quispe Chambi (Movimiento Andino Socialista)
  3. Celia Zenovia Herrera Choquecota (Movimiento Andino Socialista)
  4. Clemente Choquecota Chipana (Movimiento Andino Socialista)
  5. Daniel Jihuaña Condori (Democracia Directa)

## Festividades
- Septiembre: San Miguel